# Кондрашёв, Пётр Петрович
Пётр Петрович Кондрашёв — советский хозяйственный, государственный и политический деятель, Герой Социалистического Труда.

## Биография
Родился в 1924 году в деревне Демидовичи. Член КПСС.
Участник Великой Отечественной войны. С 1947 года — на хозяйственной, общественной и политической работе. В 1947—1990 гг. — агроном-семеновод в колхозе «Правда», агроном в районном семеноводческом хозяйстве «Новый шлях», главный агроном, директор 2-й Миорской машинно-тракторной станции, начальник районной инспекции по сельскому хозяйству, председатель ордена «Знак Почёта» колхоза «Молодая гвардия» Миорского района Витебской области Белорусской ССР, заместитель председателя колхоза по кормопроизводству в ОАО «Гвардейский».
Указом Президиума Верховного Совета СССР от 22 марта 1966 года присвоено звание Героя Социалистического Труда с вручением ордена Ленина и золотой медали «Серп и Молот».
Делегат XXIV съезда КПСС.
Умер в деревне Шайтерово в 1998 году.